# 1925. december 14-i konzisztórium
Az 1925. december 14-i konzisztóriumot XI. Piusz pápa hívta össze. Összesen 4 új bíborost kreált.
| Nº                     | Ország                 | Név                      | Életkor                | Hivatal                          |
| Pápaválasztó bíborosok | Pápaválasztó bíborosok | Pápaválasztó bíborosok   | Pápaválasztó bíborosok | Pápaválasztó bíborosok           |
| ---------------------- | ---------------------- | ------------------------ | ---------------------- | -------------------------------- |
| 1                      | Olasz Királyság        | Bonaventura Cerretti     | 53                     | Franciaország apostoli nunciusa  |
| 2                      | Olasz Királyság        | Enrico Gasparri          | 54                     | Brazília apostoli nunciusa       |
| 3                      | Írország               | Patrick Joseph O’Donnell | 69                     | az Armagh-i főegyházmegye érseke |
| 4                      | Olasz Királyság        | Alessandro Verde         | 60                     | a Rítuskongregáció titkára       |